# St. Dionysius (Vlatten)

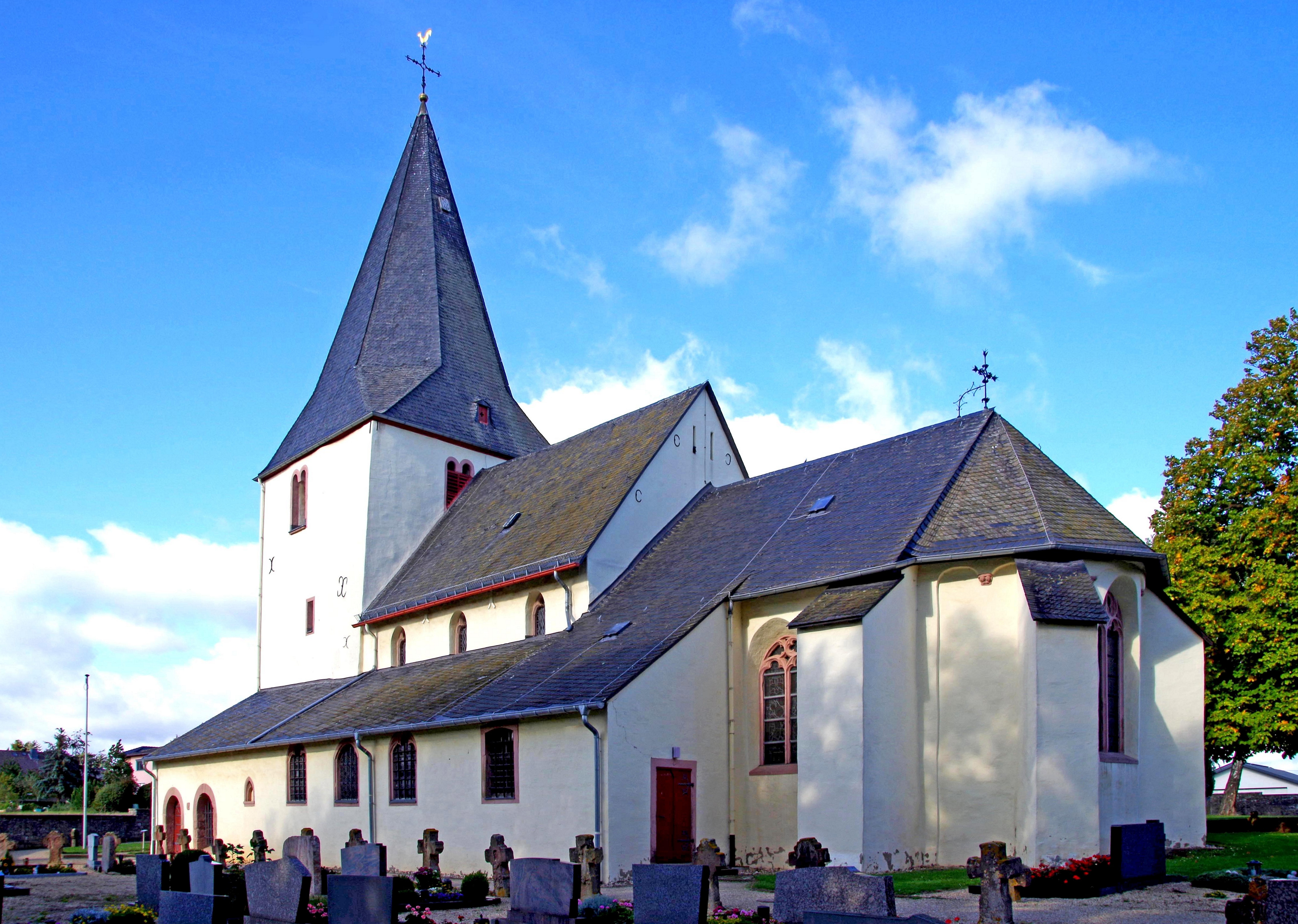
Die Kirche

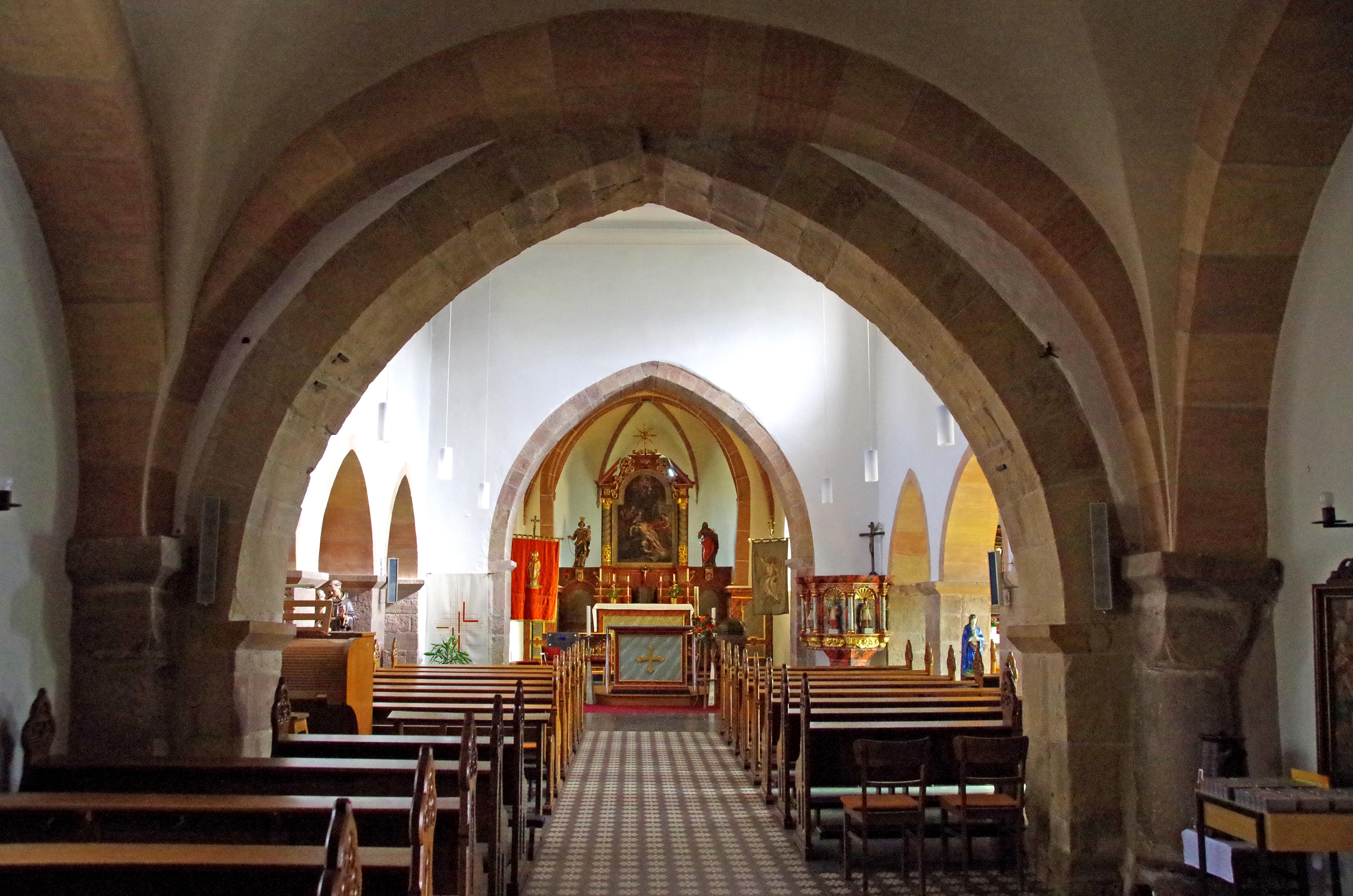
Mittelschiff von der Turmhalle aus gesehen

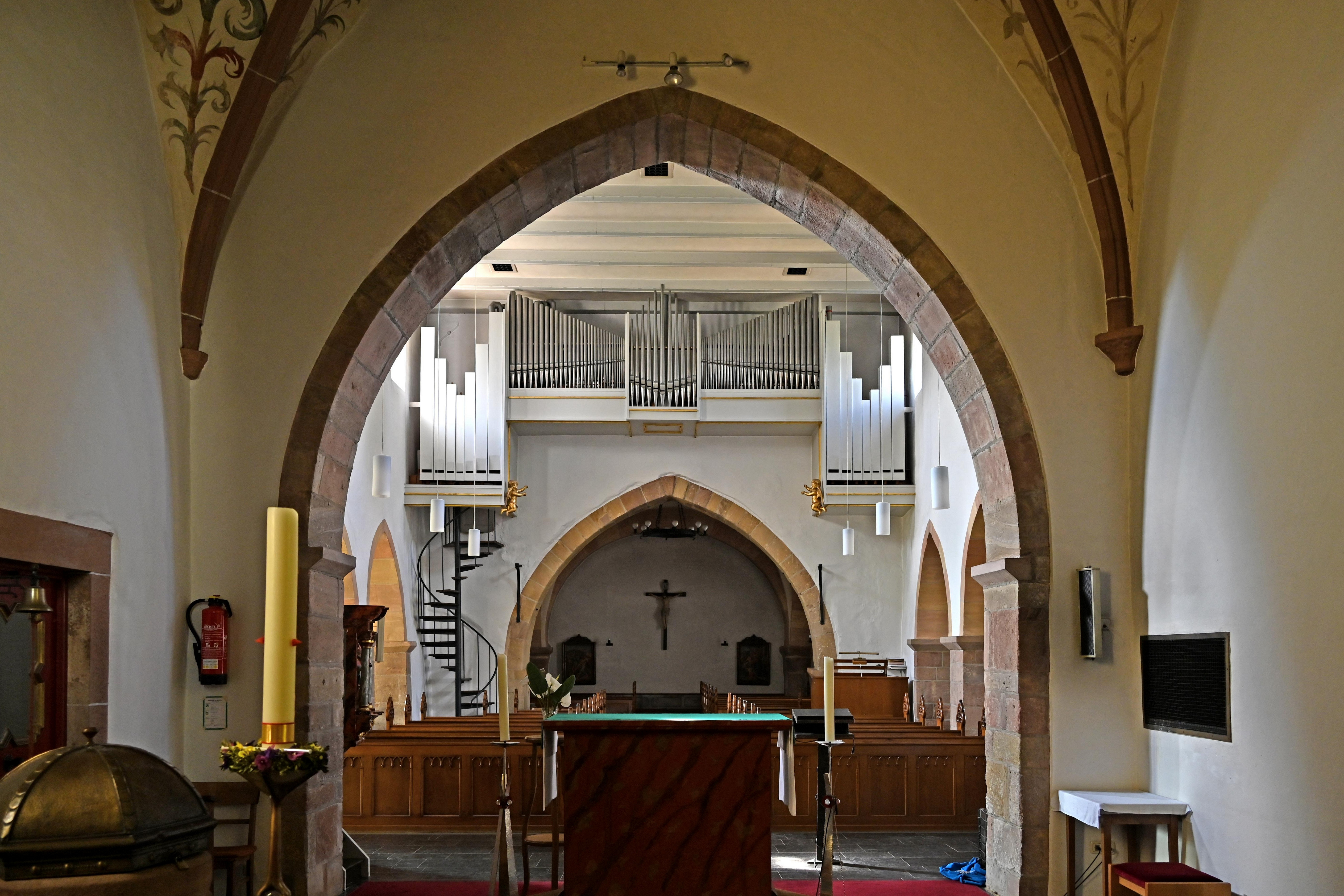
Innenansicht nach Westen mit Orgel und Turmhalle

Die römisch-katholische Kirche St. Dionysius steht in Vlatten, einem Ortsteil der Stadt Heimbach im Kreis Düren, Nordrhein-Westfalen.

## Kirche
Die Kirche ist bis in das Jahr 839 urkundlich nachweisbar. Zur Königspfalz gehörte zu jener Zeit eine Kapelle, aus der die Kirche hervorgegangen ist. Um 1000 war die Kirche das Zentrum des Königshofes. In den folgenden Jahrhunderten fanden weitere Baumaßnahmen an der Kirche statt, und noch 1927/28 wurde das nördliche Seitenschiff angebaut. Die Kirche hat eine wertvolle Barockausstattung. Heute besitzt die Pfarrkirche St. Dionysius nur noch zwei Nebenaltäre.
Die Kirche wurde am 1. Oktober 1987 unter Nr. 11 in die Liste der Baudenkmäler in Heimbach (Eifel) eingetragen. Der Text der Eintragung lautet:
„Turm 12. Jh., Anfang 13. Jh., Ausbau zur Basilika, Umbau um 1500; kleine Basilika aus Sandstein mit mächtigem Westturm und langgestrecktem eingezogenem, polygonal schließendem Chor, der Westturm mit Arkadenpaaren, Mittelstützen mit Kelchblockkapitellen und Sattelkämpfern, eingezogener Spitzhelm aus Schiefer, Langhaus und Chor mit spätgotischem Maßwerkfenster. Fenster und Türgewände aus Sandstein, Chor mit Resten eines Rundbogenfrieses zwischen Lisenen und skulptierten Konsolen, nachträglich angesetzte Stützpfeiler, Eingang in den Turm mit spätgotischer Tür mit reichem Eisenbeschlag, Turmhalle mit Kreuzgratgewölbe auf Säulen mit Kelchblockkapitellen und attischen Basen, Langhaus flachgedeckt, weitgehend erneuert, 2-jochiger, polygonal schließender Chor mit Sterngewölbe, Ausstattungsstücke des 18. Jh. (Hauptaltar, Seitenaltäre, Kanzel, Kruzifix im Vorraum), um die Kirche in neuer Aufstellung zahlreiche Sandstein–Grabkreuze des 18. Jh., nördlich des Turmes spätgotischer Taufstein aus Sandstein, auf dem Friedhof nördlich der Kirche ummauerter Begräbnisplatz der Reichsherren von Gagern um 1930.“
Die Firma Weimbs Orgelbau nahm die Orgel 1964 in die Opusliste mit zwei Manualen und 17 Registern auf.

## Glocken
| Nr. | Name      | Durchmesser (mm) | Masse (kg, ca.) | Schlagton (HT-1/16) | Gießer                                             | Gussjahr |
| 1   | Maria     | 1.038            | 750             | g' +6               | Ailf von Wipperforde, Köln                         | 1451     |
| 2   | Dionysius | 823              | 300             | b' +6               | Hans Hüesker, Fa. Petit & Gebr. Edelbrock, Gescher | 1951     |
| 3   | Georg     | 739              | 260             | des" -1             | Jan van Trier, Aachen                              | 1524     |

## Pfarrer
Folgende Priester wirkten bislang als Pfarrer an St. Dionysius:
- 1928–1947: Anton Harst
- 1947–1974: Josef Müller
- 1974–1976: P. Heinrich Stemmer CSsR
- 1976–1979: Josef Rombouts
- 1979–1989: P. Josef Saam CSSp
- 1989–?: Joseph Nguyen van Tinh
- 2001–2006: Johannes Bündgens
- 2007–2023: Hans Doncks
- Seit 2023: Kurt Josef Wecker